# باسبرگ
باسبرگ (به آلمانی: Basberg) یک شهر در آلمان است که در فولکانایفل واقع شده‌است. باسبرگ ۷۰ نفر جمعیت دارد.